# 阿赫瓦尼 (加利福尼亞州)
阿赫瓦尼（英語：Ahwahnee）是位於美國加利福尼亞州馬德拉縣的一個人口普查指定地區。

## 地理
阿赫瓦尼的座標為37°21′56″N 119°43′35″W / 37.36556°N 119.72639°W，而該地最高點為海拔高度709米（即2326英尺）。

## 人口
根據2010年美國人口普查的數據，阿赫瓦尼的面積為25.96平方千米，當中陸地面積為25.96平方千米，而水域面積為0.00平方千米。當地共有人口2246人，而人口密度為每平方千米86人。